# Museo de la Música de Céret
El Museo de la Música de Céret o MúSIC (Musée de la Musique de Céret en francés) es un museo de instrumentos musicales ubicado en la ciudad francesa de Céret. Hasta 2021 recibía el nombre de Museo de Instrumentos de Céret (Musée des Instruments de Céret en francés).
Tiene su sede en el edificio del antiguo hospital de San Pedro, en la calle Pierre Rameil, que se halla en el centro histórico, y cerca de la capilla de San Roque de Céret.

## Historia
El origen del museo se encuentra en las primeras asociaciones sardanistas locales. La sardana fue promovida en Céret por Roger Raynal y Joseph Burch y la Federación Sardanista del Rosellón, creada en 1976 y que agrupa las diferentes asociaciones sardanistas del departamento. También intervino el Instituto de Música Popular y Mediterránea (Institut de musique populaire et méditerranéenne) (IMPEM), creado por el mismo Roger Raynal. El día 28 de septiembre de 1983, la villa de Céret y el IMPEM firmaron un acuerdo para rehabilitar el antiguo hospital de San Pedro y permitir la instalación del museo una vez reformado el edificio.
El Centro Internacional de Música Popular (CIMP) se creó en 1987. Fue presidido por Roger Raynal y acogía a la vez otros representantes de la villa y del IMPEM. El museo fue inaugurado el 18 de mayo de 2013 en presencia de Jean-Pierre Bel, presidente del Senado francés.

## Colección

### Instrumentos
El museo dispone de una colección de instrumentos formada por cerca de 2500 piezas, de las cuales unas 400 forman la exposición permanente. La especificidad de los fondos incluye instrumentos de la familia del oboe de todo el mundo, coleccionados durante décadas por la pareja Heinz Stefan Herzka y Verena Nil, que dieron su colección a la ciudad para que se fundara el museo. Este fondo se unió a las colecciones ya preexistentes del CIMP, constituidas básicamente por instrumentos tradicionales catalanes.

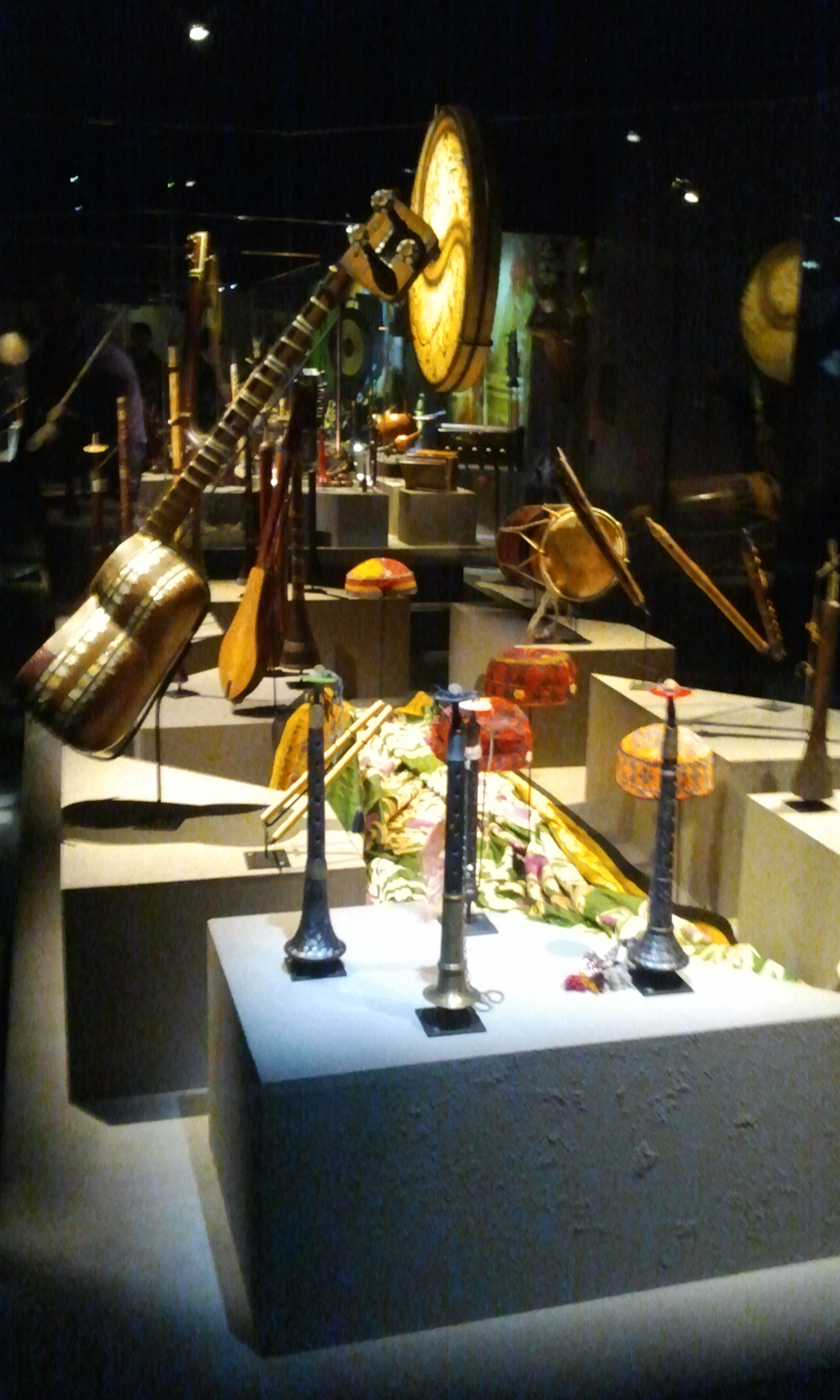
Vitrina de exposición
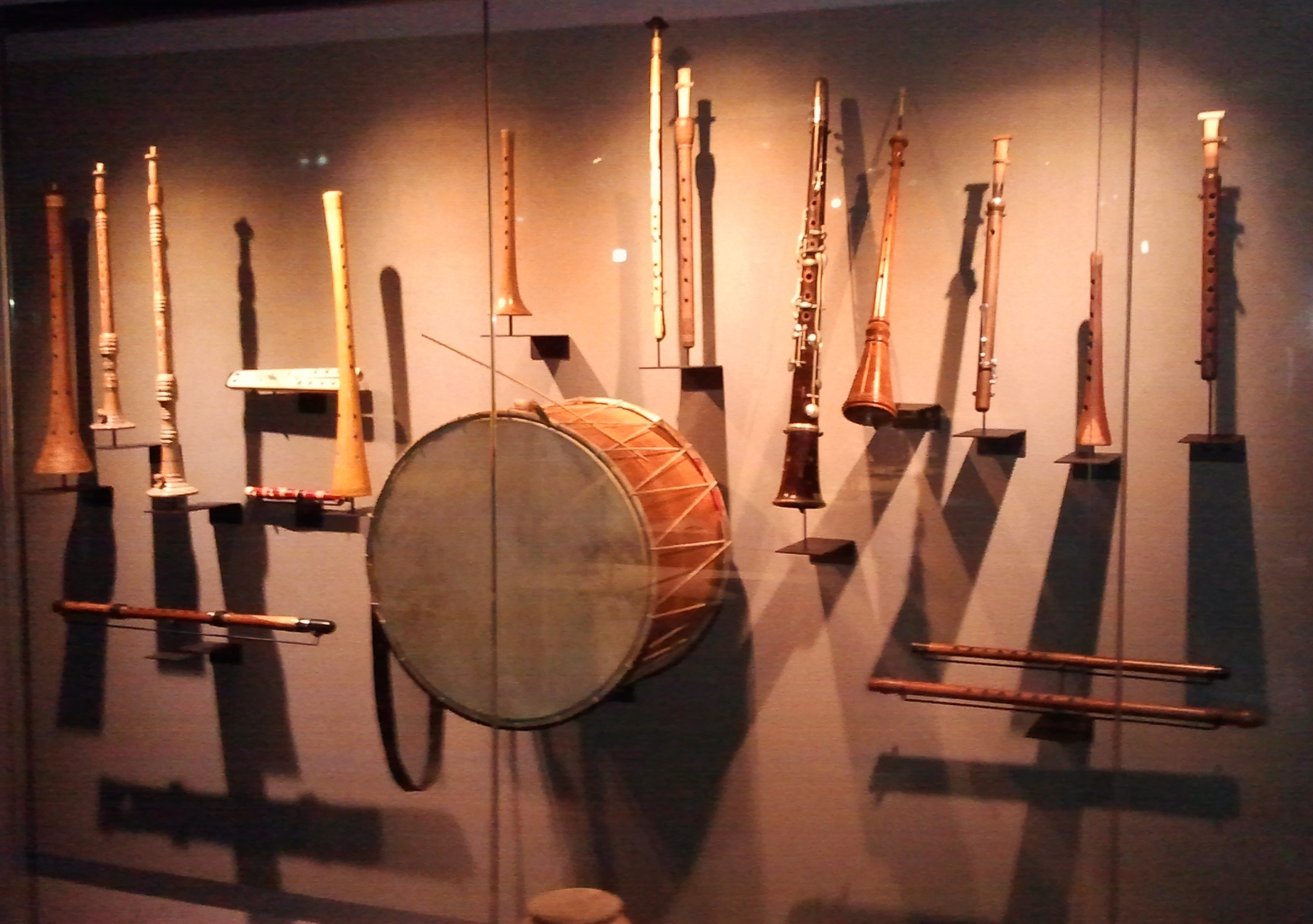
Vitrina de exposición
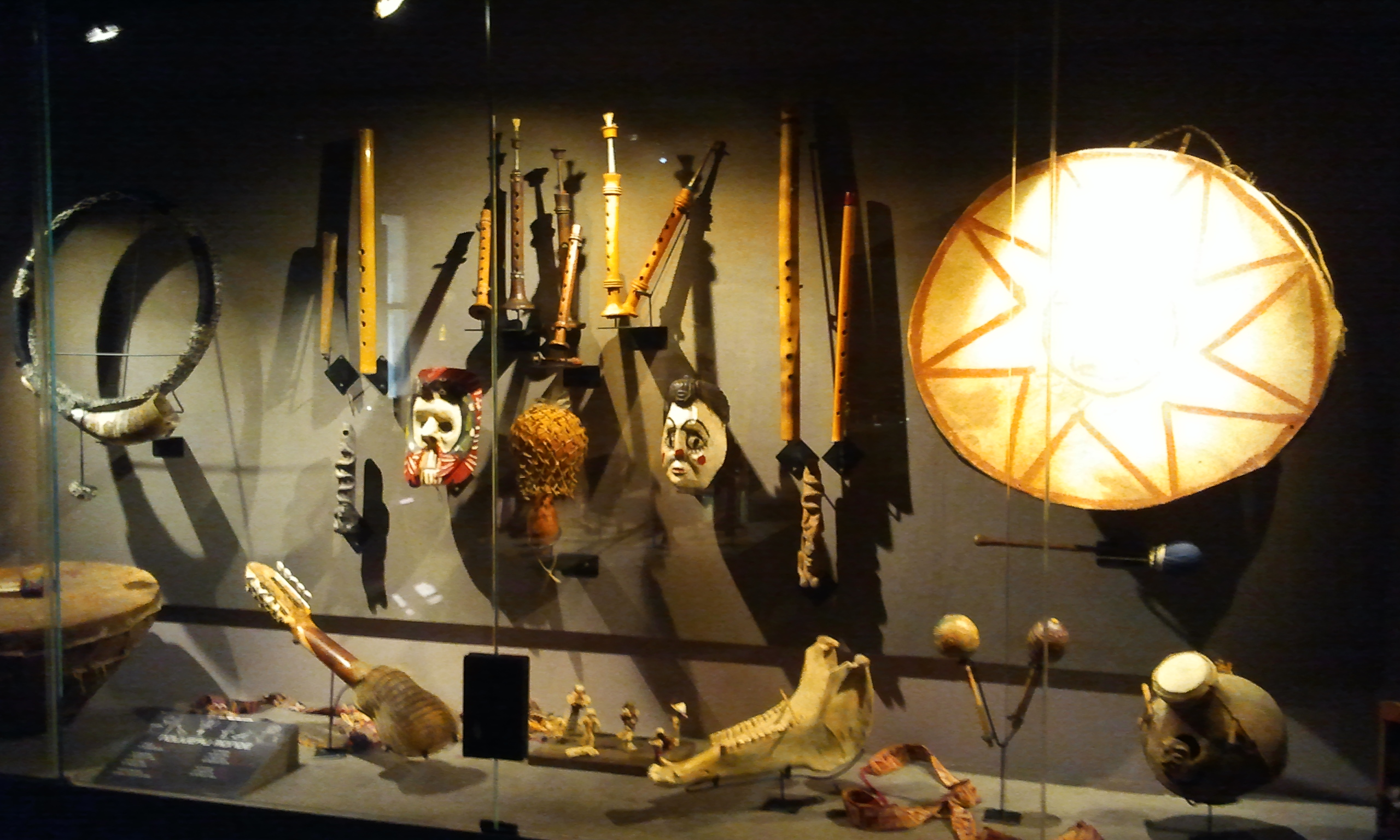
Vitrina de exposición

### Partituras
El museo ha heredado una colección de partituras del CIMP, consagrada al repertorio de coblas, con unas 12 000 partituras.